# Копер
Копер (на словенски: Koper;на италиански: Capodistria; на хърватски: Kopar;) е пристанищен град на Адриатическо море в Обално-крашкия регион на Словения. Той е най-голямото и единствено търговско пристанище на страната. Копер е шестият по големина град в Словения.
Мнозинството от населението (74,1%) избира за официален майчиния
си език – словенския. Други признати езици в града са сръбски, хърватски,
италиански, македонски и албански. По времето преди Втората Световна война областта
на днешен Копер (тогавашна Истрия) населяват много италианоговорещи, които
биват прогонени или напускат сами в началото на XX в.
Населението му е 23 726 души, а на едноименната община – 47 539 (2002).

## Забележителности
- Преторианският дворец
- Дворецът Лоджа
- Ротонда Възнесение (XII век) – най-старата сграда в града.
- Катедрален храм Успение Богородично (XV век). В църквата е гробницата на свети Назария – покровител на града.
- Дворци – Армеригоня, Белграмони-Тако, Тото и на някои други знатни венециански фамилии.

## Транспорт
Копер е част от европейски транспортен коридор номер 5.

## Спорт
- ФК Копер

## Личности
- Томаж Шаламун

## Международни отношения
Копер е побратимен или партньорски град с:
- Ферара, Италия.
- Муджа, Италия.
- Сан Дорлиго дела Вале, Италия. (на словенски е Dolina)
- Бузет, Хърватия.
- Самара, Русия.
- Жилина, Словакия.
- Дзюдзян, Китай.
- Сейнт Джон (Ню Брънзуик), Канада.
- Корфу, Гърция.

## Фотогалерия
- Преторианският дворец
- Дворецът Лоджа
- Пристанището
- Коперската кула